# Sol Calero
Sol Calero (* 1982 in Caracas) ist eine venezolanische Künstlerin, die in Deutschland lebt. Ihr Schaffen umfasst ein breites Spektrum, darunter Malerei, Skulptur, Textilien, Video, Ton und Installationen.

## Leben und Werk
1999, im Alter von 17 Jahren, zog Sol Calero mit ihrer Familie nach Teneriffa um.
Durch ein Studium an der Universidad de la Laguna auf Teneriffa qualifizierte sie sich als Bachelor of Fine Arts. Ein weiteres Studium an der Universidad Complutense de Madrid schloss sie als Master in Design ab. Während eines Aufenthalts in London erforschte sie die Lebenswirklichkeit lateinamerikanischer Migranten in der Stadt. Nach Abschluss ihrer Studien in Spanien ließ sie sich in Berlin nieder. Dort gründete sie 2011 zusammen mit ihrem Partner Christopher Kline den Coworking-Space Kinderhook & Caracas.
Ihre erste verifizierte Ausstellung hatte sie 2010 in Berlin. 2014 erregte sie Aufsehen mit ihrer Installation Bienvenidos a Nuevo Estilo in der Londoner Galerie Laura Bartlett. Es handelte sich um einen voll funktionsfähigen Friseursalon. Die Installation thematisierte den Begriff der Ästhetik. Friseursalons Ländern werden in spanisch-sprachigen oft mit dem Wort Estética bezeichnet, zum Beispiel Estética María. Der Titel ist doppeldeutig: Zum einen ist es der Name des spezifischen Haarsalons in der Ausstellung. Zum anderen lädt er dazu ein, sich mit neuem Stil zu beschäftigen. Weitere Beispiele von solchen Raum-Installationen, die zu Austausch und Teilnahme einladen, sind die Tanzschule Salsa von 2014 und die Architektur El Buen Vecino vom 2015 im karibischen Stil, der koloniale und lateinamerikanische Elemente vermischt.
2015 folgte mit der Installation La Escuela del Sur ihre bis dahin größte Ausstellung. Der Titel nimmt Bezug auf den gleichnamigen Text des uruguayischen Künstlers Joaquín Torres García von 1935, in dem der Autor eine autonome Kunst in Lateinamerika fordert. In Umkehr der traditionellen Hierarchie sollte sie Lateinamerika vor Europa setzen. Sol Caleros Installation thematisiert den Archipel Los Roques in der Karibik. Die malerischen Häuser auf der Hauptinsel, geprägt von europäischen, indigenen und afro-karibischen Einflüssen, zeugen vom Erbe des Kolonialismus. Die Künstlerin nutzte die bunte Architektur, um in einer kitschisierenden Vision die karnevaleske Auffassung der fremden Kultur zu problematisieren.
Ihre Installation Desde el jardín von 2016 spielte ebenfalls mit der satirischen Übertreibung. Sie führte in die glamouröse Welt der Telenovela, in eine luxuriöse Wohnung, die komplett mit Wohnzimmer, Esszimmer und Schlafzimmer eingerichtet war. Eine unauffällig platzierte Pistole deutete auf die düsteren Seiten jener Fernsehdramen hin. Bei der Art Basel im selben Jahr griff sie ebenfalls die Idee der Telenovela auf: Sie verwandelte den Stand ihrer Londoner Galeristin Laura Bartlett in eine bunte, persiflierte Casa de Cambio, eine Wechselstube. Auf einem Fernseher an der Wand lief eine von der Künstlerin geschaffene melodramatische Telenovela. Auf einem zweiten Fernsehgerät waren Videoarbeiten von Kolleginnen und Kollegen zu sehen. Werke in Glasvitrinen, Gemälde an der Wand und Palmenstrukturen hinter dem Wechselschalter ergänzten die Installation.
2017 thematisierte sie mit der Installation Agencia Viajes Paraíso die Konstruktion und Selbstkonstitution von Ländern als Reiseziele. Das Werk verwies auf die Touristen als Sammler von Erfahrungen und das Reisen als eine Form des Konsums. Die Agentur mit ihren künstlichen Bildern, Plakaten und Broschüren zeugt von der Aneignung des Exotischen. Ihr tropischer Pavillon Casa Anacaona diente beim WOMAD als Tanzbühne und reiste anschließend zur Kunst–Triennale von Folkestone. Bemalt wurde er von Besucherinnen und Besuchern des WOMAD in Workshops unter Leitung von Sol Calero.
Im selben Jahr wurde sie für den Preis der Nationalgalerie nominiert. Laut Auswahlkomitee ist sie eine der Personen „die die Internationalität und Vitalität der deutschen Kunstszene widerspiegeln und die bereits durch neue Ansätze an Bedeutung gewonnen haben“. Sie bekam die meisten Publikumsstimmen, der Preis ging jedoch an die polnische Künstlerin Agnieszka Polska. In Verbindung mit dem Wettbewerb war im Kunstmuseum Hamburger Bahnhof von Ende September 2017 bis Anfang 2018 die Installation Amazonas Shopping Center ausgestellt, die Versionen früherer Arbeiten von Sol Calero in einem Gesamtwerk aufgreift.
El Autobús, ein Objekt in Originalgröße, war 2019 in der Tate Liverpool zu sehen. Es thematisiert das Reisen in Lateinamerika. Reich verzierte Busse sind dort ein gängiges Transportmittel für die örtliche Bevölkerung, während Touristen in ihnen ein exotisches Abenteuer suchen. Sol Calero griff diese Spannung in einer audiovisuellen Installation auf, die die Besuchenden auf eine Reise durch ein imaginäres Land führte. Weitere Versionen dieses Werks wurden 2022 im Museum Kiasma in Helsinki und 2024 im Centro de Arte Dos de Mayo in Móstoles ausgestellt.
Für die Berlin Art Week 2021 gestaltete sie die zentrale Anlaufstelle, den BAW Garten.
2022 gestaltete sie in Bergen die permanente Einrichtung La Cantina de la Touriste für das Kafé Mat & Prat. Das Kafé Mat & Prat ist ein Qualifizierungszentrum für Einwanderer. Es vermittelt Sprachkenntnisse und bietet durch Schulungen in Organisation, Service und Kochen Grundlagen für die Arbeitssuche. Auch Einwohner von Bergen besuchen die Kantine, um Gerichte aus den Heimatländern der Teilnehmer zu essen. Für den Tenerife Espacio de las Artes organisierte sie die Ausstellung Cabilla, die von Oktober 2022 bis Anfang Januar zu sehen war. Sie selbst gestaltete dazu den Eingangspavillon. Casa Encontrada empfing die Besuchenden 2023 in der Galerie Francesca Minini in Mailand mit einem bunten Fußbodenmosaik. Im hinteren Raum waren wandfüllenden Gemälde von ihr ausgestellt.
Zur Biennale von Venedig installierte sie 2024 in den Giardini di Venezia den Pabellón criollo, ein buntes, offenes und fragiles Haus, das aus recycelten Elementen früherer Biennalen besteht.
Sol Calero lebt und arbeitet in Berlin.

## Motivation und Stil
Fast seit Beginn ihrer Karriere hinterfragt Sol Calero ihre Identität als Künstlerin und ihre Verantwortung, soziale und politische Themen sichtbar zu machen. In ihren Werken thematisiert sie die Wahrnehmung des Exotischen in Bezug auf Lateinamerika, indem sie die Idee des „Anderen“ hervorhebt. Ihre Installationen bieten einen kritischen Raum, um das marginalisierte Anderssein zu hinterfragen. Gleichzeitig zeigen sie eine ikonografische Tradition, die in den kanonischen Darstellungen der Kunstgeschichte fehlt. Historische und kulturelle Forschung ist ein wesentlicher Bestandteil ihrer Arbeit, die sich oft mit kultureller Repräsentation und Aneignung zwischen Europa und Lateinamerika auseinandersetzt.
Zentrale Motive ihrer Arbeit sind die Kultur und die darin verwurzelte Gastfreundschaft ihrer lateinamerikanischen Heimat, die Beziehungen zwischen Öffentlichem und Privatem:

„Terms like “public” and “domestic,” “welcoming” and “inclusivity” are central ideas both in my practice and in our project space. (...) When it comes to the domestic and welcoming aspects of my work, it's a very simple gesture: hospitality is an essential part of the culture I come from, and I create welcoming spaces that involve social interaction and exchange. I’ve been very inspired by the tradition of Latin American artists from the ‘60s and ‘70s, who worked with politicized ideas, and activism together with art. And also with what are the limits between low and high art, between design and craftwork, as well what is considered to be art and what is not.“

„Begriffe wie „öffentlich“ und „häuslich“, „einladend“ und „inklusiv“ sind sowohl in meiner Praxis als auch in unserem Projektraum zentrale Ideen. (...) Wenn es um die häuslichen und einladenden Aspekte meiner Arbeit geht, ist es eine ganz einfache Geste: Gastfreundschaft ist wesentlicher Bestandteil der Kultur, aus der ich komme, und ich schaffe einladende Räume, in denen soziale Interaktion und Austausch stattfinden. Ich wurde stark angeregt von der Tradition lateinamerikanischer Künstler aus den 60er- und 70er-Jahren, die mit politischen Ideen und Aktivismus in Verbindung mit Kunst arbeiteten – und auch mit den Grenzen zwischen niedriger und hoher Kunst, zwischen Design und Kunsthandwerk sowie damit, was als Kunst gilt und was nicht.“

Inspirieren ließ sie sich von Künstlern wie Diego Rivera, Amelia Pelaez, Tarsila do Amaral und Joaquín Torres-García. Ihren eigenen Weg fand sie, indem sie Klischees der lateinamerikanischen Kultur mit der Bildsprache der Moderne vermischte. Ihre Kunst ziele darauf, lateinamerikanische Ästhetik und Kultur zu nutzen, um Räume für Austausch und Partizipation zu schaffen, so die Kritikerin Arielle Bier.
Großen Wert legt sie auf die Arbeit im Kollektiv:

„Las colaboraciones con otros creadores son muy importantes en mi práctica, dan visibilidad a artistas latinos y ocurren de un modo muy orgánico, en parte debido a que trabajo y me relaciono con ellos en Kinderhook & Caracas, espacio de proyectos que codirijo.“

„Kollaborationen mit anderen Kunstschaffenden sind in meiner Praxis sehr wichtig. Sie geben Latino-Künstlern Sichtbarkeit und finden auf sehr organische Weise statt: Unter anderem, weil ich mit ihnen bei Kinderhook & Caracas zusammenarbeite und interagiere, dem Projektraum, den ich gemeinschaftlich leite.“

Damit verbunden kuratiert sie auch Arbeiten anderer Künstlerinnen und Künstler.